# Thierry Tassin
Thierry Tassin, född den 11 januari 1959 i Bryssel är en belgisk racerförare.
Tassin är fyrfaldig vinnare av Spa 24-timmars.